# Владимир Меншов
Владимир Валентинович Меншов (на руски: Владимир Валентинович Меньшов) – съветски и руски театрален, филмов и телевизионен актьор, филмов режисьор, сценарист, продуцент, телевизионен водещ, учител; Народен артист на РСФСР (1989), лауреат на Държавната награда на СССР (1981), Държавната награда на РСФСР. Н. К. Крупская (1978) и наградата „Оскар“ в категорията „Най-добър чуждоезичен филм“ за филма „Москва не вярва на сълзи“ (1981).

## Биография
Владимир Валентинович Меншов е роден на 17 септември 1939 г. в Баку (Азербайджанска ССР). Родителите му са родом от Астраханската област, в центъра на която е израснал Владимир. През 1947 г. НКВД прехвърля баща му в Архангелск. Владимир и семейството му живеели в дървена къща на улица „Свобода“. В Архангелск той учи в три класа в училище номер 6. През 1950 г. цялото семейство се премества в родината на родителите си в Астрахан. През 1957 г., след като завършва училище в Астрахан със сребърен медал, Меншов се опита да влезе във Всесъюзния държавен институт по кинематография в Москва, но не преминава конкурса. След това работи като стругар в завода „Карл Маркс“ в Астрахан, като миньор във Воркута и като моряк в Баку. През 1958 г. е приет в помощния състав на Астраханския драматичен театър. През 1961 г. става студент в актьорския отдел на Московското училище за художествен театър на името на В. Немирович-Данченко, което завършва през 1965 г., през 1970 г. завършва следдипломно обучение в режисьорския отдел във ВГИК (работилницата на Михаил Ром).

### Творческа кариера
През 1981 г. филмът му Москва не вярва на сълзи (1979) печели наградата на Академията за най-добър чуждоезичен филм на Академията за филмово изкуство и наука; „За наградата научих случайно от колеги“.
От 1982 г. преподава кинорежисура във Висшите курсове за сценаристи и режисьори, от 1989 до 2018 г. ръководи режисьорските работилници във Висшите курсове за сценаристи и режисьори.
През 2002 г. създава Националната филмова академия на Русия и Жанровото филмово студио. Той е бил генерален директор на филмовото студио до последните дни от живота си.
През 2009 г. той посещава семинар по актьорско майсторство и режисура във ВГИК (третият семинар по актьорско майсторство и режисура във ВГИК след два предишни набрани семинара по актьорско майсторство и режисура от Сергей Герасимов и Сергей Соловьов). Преподава в Останкинското висше училище за телевизия.
През 2011 г., като председател на руския Оскар комитет, той отказва да подпише решението за номиниране на филма на Никита Михалков Изгорени от слънцето 2: Цитаделата за Оскар.
През 2018 г., заедно с Вера Алентова, той участва в реклама на Россельхозбанка.

### Смърт
Владимир Валентинович Меншов почива сутринта в понеделник, 5 юли 2021 г., на 82-годишна възраст в Москва от последиците от коронавирус, който му е бил диагностициран на 26 юни 2021 г. (не е ваксиниран поради противопоказания). Церемонията по сбогуването се провежда на 8 юли в Москва в Централния дом на киното, погребението се провежда в църквата „Покров на Пресвета Богородица“ в Красное село и той е погребан на Новодевическо гробище до гроба на Василий Лановой, народен артист на СССР. На 30 септември 2022 г. е открит паметник на гроба на Владимир Меншов.

## Семейство
- Баща – Валентин Михайлович Меншов (1912 – 1974), е бил моряк, по-късно работи в НКВД (кавалер на Ордена на Червената звезда).
- Майка – Антонина Александровна Меншова (родена – Дубовская; 1905 – 1964).
- Сестра – Ирина Валентиновна Меншова (родена 1941 г.).
- Съпруга – Вера Алентова (преди раждането на дъщеря си Юлия, тя носи фамилията на бащата на Биков, след това се променя на фамилията на майка си) (родена 1942 г.), актриса, Народна артистка на Руската федерация (1992 г.).
  - Дъщеря – Юлия Меншова (родена 1969 г.), актриса, телевизионна водеща.
    - Внук – Андрей Гордин (роден 1997 г.).
    - Внучка – Таисия Гордина (родена 2003 г.).

## Избрана филмография

### Режисьор
- Москва не вярва на сълзи-1979
- Любов и гълъби-1984
- Ширли-мирли-1995

### Художествен ръководител
- Екатерина- сериал 2014

## Награди
- Държавна награда на РСФСР на името на Н. К. Крупская (1978) – за филма „Шега“ (1976)
- Държавна награда на СССР (1981) – за филма „Москва не вярва на сълзи“ (1979)
- Заслужил деятел на изкуството на РСФСР (11 януари 1984 г.) – за заслуги в областта на съветското кино
- Народен артист на РСФСР (8 декември 1989 г.) – за големи заслуги в областта на съветското кино